# St. Martin (Bermaringen)

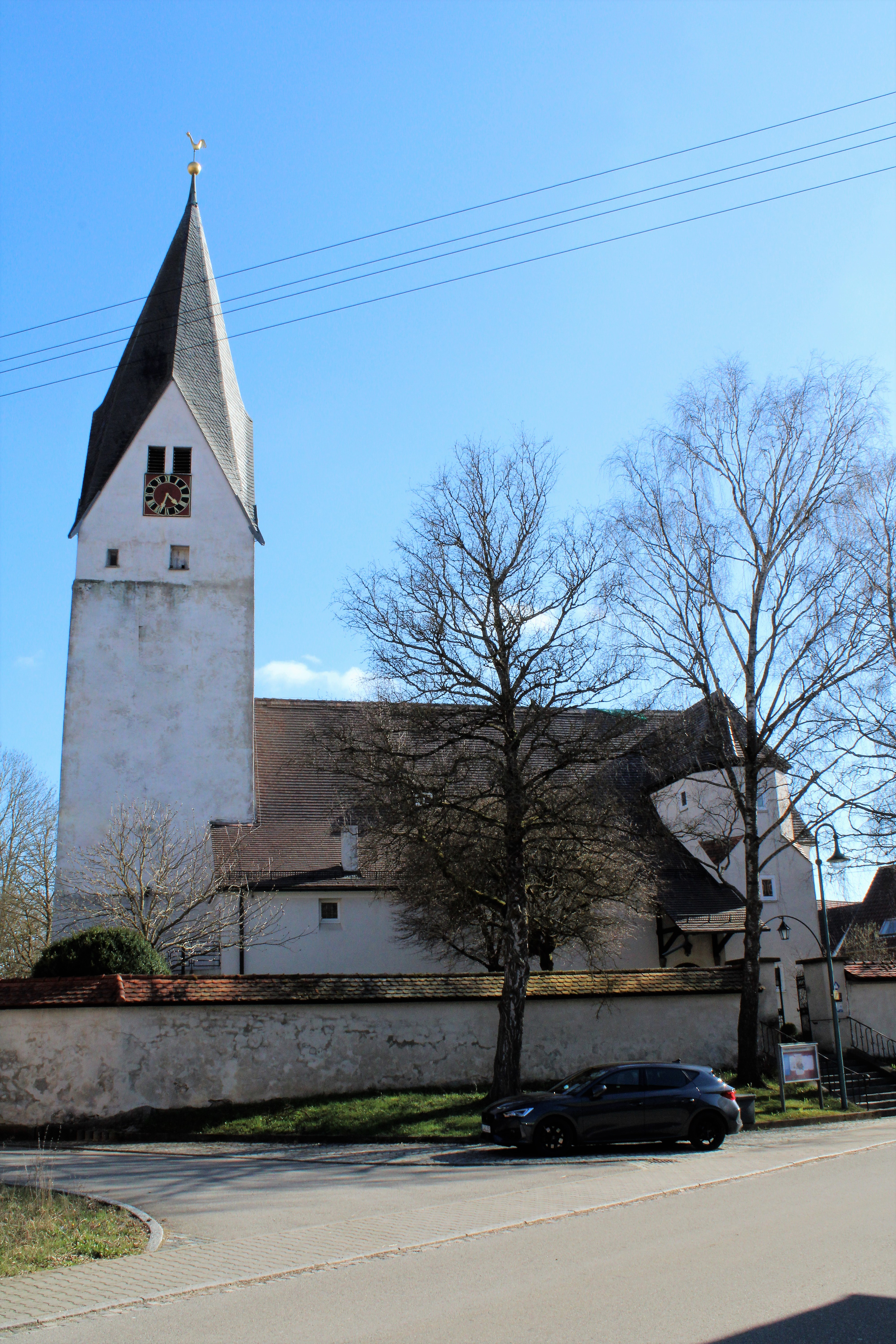
St. Martin in Bermaringen

Die evangelische Pfarrkirche St. Martin steht in Bermaringen, einem Stadtteil von Blaustein im Alb-Donau-Kreis in Baden-Württemberg. Die Kirchengemeinde gehört zur Evangelischen Landeskirche in Württemberg. Sie ist beim Landesamt für Denkmalpflege Baden-Württemberg als Baudenkmal eingetragen.

## Beschreibung
Die Mauern der unteren Geschosse des Chorturms und der Wände des Langhauses stammen aus der Mitte des 14. Jahrhunderts. Die Saalkirche wurde später mehrfach verändert. Der Chorturm wurde mit einem Faltdach bedeckt. 
Der Innenraum des Langhauses ist mit einer Holzbalkendecke überspannt, der des Chors, d. h. der des Erdgeschosses des Chorturms mit einem Sterngewölbe. Im Langhaus befinden sich Wandmalereien aus der Mitte des 14. Jahrhunderts, die zum Teil zerstört sind. Die Orgel auf der Empore wurde 1950 vom Orgelbau Friedrich Weigle errichtet.